# 吳筠
吴筠（？—778年），字贞节，一作正节，华州华阴（今属陕西）人，唐代道士。

## 生平
少年能寫文章，“性高洁，不随流俗”。早年进士不第，遂入嵩山求道術，师事道士馮齊整。开元中，玄宗闻其名，召见於大同殿，問其神仙修炼之事，吳筠答以“此野人之事，当以岁月功行求之，非人主之所宜适意”。天宝末，楊國忠用事，纲纪日紊，高力士素信佛，在玄宗面前谗毁之。吳筠預知天下将乱，請求还嵩山，玄宗不许，乃诏于岳观别立道院。天宝十四年（755年）秋，安史之亂前夕，終得歸返山林，後中原動盪，吳筠避居廬山，後东游会稽，隐居剡中。唐代宗大历十三年（778年），卒於宣城，葬天柱山。弟子邵冀元等私谥为“宗玄先生”。
據《新唐書·藝文志》，吳筠著有玄綱論、神仙可學論、明真辨偽論、輔正除邪論、辨方正惑論、道釋優劣論、心目論、復淳化論、著生論、形神可固論。其論著與道教詩文收入《宗玄先生文集》或《宗玄集》。